# Born to be Wild – Saumäßig unterwegs
Born to be Wild – Saumäßig unterwegs (Wild Hogs) ist eine US-amerikanische Abenteuerkomödie aus dem Jahr 2007. Der unter der Regie von Walt Becker entstandene Film startete am 2. März 2007 in amerikanischen Kinos. Offizieller Kinostart in Deutschland war der 14. April 2007.

## Handlung
Die seit der High School befreundeten Doug Madsen, Woody Stevens, Bobby Davis und Dudley Frank leben in einer Vorstadt von Cincinnati. Woody, früher ein erfolgreicher Geschäftsmann, ist pleite und seine Frau, ein Bikinimodel, hat ihn verlassen. Doug, ein Zahnarzt, hat Probleme damit, sich mit seinem Sohn zu verständigen und stürzt sich in seinem Frust in die Arbeit. Dudley, ein schüchterner Programmierer, sehnt sich nach einer Frau und Bobby, ein Klempner, fühlt sich von seiner dominanten Frau bevormundet und gegenüber seinen Kindern als Pantoffelheld.
Um aus dem Alltagsfrust und ihrer Midlife Crisis zu entfliehen, unternehmen die vier Freunde eine Motorradtour. Die Reise auf ihren Motorrädern, mit denen sie in ihrer Freizeit schon regelmäßig als Wild Hogs kleinere Ausflüge in ihrem Heimatort unternommen haben, soll eine Woche dauern und an die Westküste führen.
Nach einigen kleineren Unannehmlichkeiten, wie etwa einem abgebrannten Zelt und einem aufdringlichen homosexuellen Polizisten, erreichen sie eine Bikerbar in New Mexico. Dort wollen sie rasten, geraten aber rasch in Streit mit der dort ansässigen Gang, den Del Fuegos unter der Führung des raubeinigen Jack. Diese beleidigen die vier und Jack nimmt Dudley  mit einer fadenscheinigen Täuschung und Drohungen  dessen wertvolles Motorrad im Tausch gegen eine schrottreife, nicht fahrfähige  Maschine ab. Geknickt treten die Freunde, wie ihnen befohlen wurde, die Heimreise ostwärts an, Dudley nun in einem rostigen Beiwagen, der an das Motorrad von Woody geschraubt wurde. Doch kurz darauf regt sich in Woody Widerstand. Verärgert beschließt er, gegen den Rat seiner Freunde, das geraubte Motorrad zurückzuholen. Er schleicht dafür um die Bar herum und durchtrennt mit einer Zange die Benzinleitungen aller vor der Bar geparkten Motorräder, um eine Verfolgung unmöglich zu machen. Glücklicherweise steckt der Schlüssel noch an Dudleys Motorrad, mit dem er dann stolz zu seinen Freunden zurückkehrt. Er erzählt ihnen jedoch nicht, was er wirklich getan hat, sondern behauptet, mit den Bikern ein ernstes Wörtchen gesprochen und ihnen mit Klage gedroht zu haben. Die vier Freunde nehmen nun wieder ihre Fahrt auf und ziehen mit provozierenden Gesten an der Bar und den dort stehenden Bikern vorbei. Als die Biker die Verfolgung aufnehmen wollen, scheitert dies an den durchgetrennten Leitungen und dem ausgelaufenen Benzin. Dem wütenden Jack fällt die brennende Zigarette aus dem Mund und entzündet das ausgelaufene Benzin, worauf die gesamte Bar in einer riesigen Explosion zerstört wird. Von den vier Wild Hogs ist Woody der Einzige, der dies bemerkt, als er in den Rückspiegel blickt.
Nach einer Weile erreichen sie das Dorf Madrid, wo gerade das Chili-Fest stattfindet. Dudley verliebt sich dort in Maggie, die attraktive Besitzerin eines Diners, und gewinnt ihre Zuneigung. Die zornigen Del Fuegos sinnen auf Rache und Jack entsendet in alle Richtungen Suchtrupps, um die Zerstörer ihrer Kneipe zu erwischen. Von zwei Spähern werden die vier schließlich in Madrid entdeckt. Nach einem kurzen Telefonat kommen alle 50 Gangmitglieder in den kleinen Ort. Dort sind sie bereits bekannt und wegen ihres rüpelhaften und aggressiven Verhaltens gefürchtet. Woody, der schon seit längerem nervös war, erzählt seinen drei Freunden nun von den wahren Ereignissen. Die Del Fuegos drohen, das Diner niederzubrennen, falls sich die vier, die sich versteckt halten, nicht stellen sollten. Diese fassen nun Mut und daraufhin kommt es zu einer großen Schlägerei, da sie sich weigern, die geforderten 50.000 Dollar „Lösegeld“ zu bezahlen. Der Mut der vier Freunde, die sich allein der ganzen Gang stellen, beeindruckt das ganze Dorf, das sich daraufhin auf ihre Seite stellt, um die Biker zu verjagen.
Schließlich erreicht die Bikerlegende Damien Blade den Ort des Geschehens. Dieser ist gleichzeitig der Besitzer der explodierten Bar. Blade entpuppt sich als Vater von Jack und bezichtigt diesen und dessen Männer, sie hätten vergessen, worauf es für Biker wirklich ankommt. Blade bewegt die Gang zum Abzug und bewundert den Mut der vier Freunde. Da seine Bar, die er selbst als „Drecksloch“ bezeichnet, auf das Doppelte ihres Werts versichert war, ist er den vier ihretwegen nicht böse.
Die vier Freunde werden im Dorf als Helden gefeiert. Dann treffen die Ehefrauen von Doug und Bobby ein. Doug hat durch seine Reise die Achtung seiner Frau und seines Sohnes gewonnen und Bobby versöhnt sich mit seiner Frau, die er anfangs bezüglich dieser Reise belogen hatte. Dudley verspricht Maggie, dass er zurückkommen werde. Anschließend fahren die Freunde mit ihren Motorrädern weiter zum Pazifik.
Während des Abspanns ist zu sehen, wie die Del Fuegos von einer Fernsehshow, unterstützt von den Wild Hogs, eine neue Bar erhalten. Diese Sendung verschafft Familien, die durch einen Schicksalsschlag ihr Zuhause verloren haben, eine neue Bleibe. Dies und ein Jahresvorrat von einer Brauerei gestifteten Freibieres rührt die ansonsten so harten Jungs zu Tränen.

## Kritiken
- Das Lexikon des internationalen Films urteilte: „Amüsant-alberne Slapstick-Komödie um maskuline Selbstfindung, Jugendträume und Männer-Mythen, gespickt mit etlichen parodistisch verarbeiteten Filmzitaten, vor allem aus dem Bereich des Road Movie. Als Reise durch die Gefilde des seichteren Humors durchaus unterhaltsam.“[3]
- Stephen Hunter schrieb in der Washington Post vom 2. März 2007, der Film sei „lahmer“ und „blöder“ als Ghost Rider und Number 23. Die Gags seien „witzlos“. Die vier Hauptdarsteller würden weder einen gemeinsamen „Rhythmus“ noch „Chemie“ entwickeln. Der Film sei am Ende eine milde Parodie der Parodie Drei Amigos!.[4]
- Peter Travers schrieb in der Zeitschrift Rolling Stone vom 28. Februar 2007, der Film bemühe sämtliche Klischees („no cliche goes unloved“). Die Witze würden „bereits auf den Lippen der Darsteller sterben“ und seien schwerverdaulich.[5]
- Andreas Jaschke von Moviemaze meint, der Film sei eine „saukomische Farce“ und „niemand, der sich köstlich amüsieren wolle, solle sich den Film entgehen lassen“. Zudem würden die Darsteller „gut aufgelegt, selbstironisch und wunderbar mit ihrem Image spielen“.[6]
- Michael Reisner von Moviegod meinte: „Born to be Wild – Saumäßig unterwegs ist eine kurzweilige Komödie mit einer überwiegend gut gelaunten Darstellerriege.“
- Cinema bezeichnete den Film als einen formalistischen „Hollywood-Klamauk mit einigen guten Running Gags, aber stereotypen Charakteren.“[7]
- Christoph Petersen schrieb bei filmstarts.de: „,Born To Be Wild‘ plätschert in perfekter Harley-Manier ruhig und gleichmäßig vor sich hin, wird so nie richtig langweilig, reißt einen aber auch nie wirklich vom Hocker. Ohne das Star-Aufgebot hätte es wohl auch nur für eine nette DVD-Premiere gereicht.“[8]
- Birte Lüdeking meinte auf Critic.de: „Die Story wurde von dem wenig erfahrenen Regisseur Walt Becker so geistlos und spritarm inszeniert, dass ein Besuch beim Zahnarzt mehr Spaß und Abenteuer verspricht. Der Berufsstand des Zahnarztes hält dann auch als Running Gag her: Einer der vier Reihenhaus-Easy-Rider geht dieser Profession nach – ist also kein ernstzunehmender Arzt. Ende des Witzes.“[9]

## Hintergrund
- Der Film spielte in den Kinos der Vereinigten Staaten bis zum 18. März 2007 rund 104 Mio. US-Dollar ein. Er hielt sich lange in den amerikanischen Kinocharts. Insgesamt spielte Born to be Wild weltweit über 238 Mio. Dollar ein.[10]
- Die zu Ende des Films erscheinende Bikerlegende Damien Blade wird von Peter Fonda verkörpert, eine Anspielung und Hommage auf den Kultfilm Easy Rider von 1969.
- Motorräder: Harley-Davidson lieferte die Motorräder für die Herstellung dieses Films.
  - XL1200C Sportster Custom für Dudley.
  - FXSTS Springer Softail für Bobby.
  - Schwarzer Fatboy mit verchromtem Vorderrad für Doug.
  - Screamin’ Eagle Fatboy für Woody.
- Viele der von der Del Fuego-Bande verwendeten Motorräder waren maßangefertigte Chopper. Das von Jack verwendete Motorrad war mit dem Logo für Orange County Choppers versehen, das von Paul Teutul Sr. mit Designarbeiten von Paul Teutul Jr. geführt wurde. Beide Teutuls treten im Film als Cameo-Darsteller auf.
- Paul Teutul Sr., Firmengründer von Orange County Choppers und bekannt aus der TV-Serie American Chopper, hat einen Cameo-Auftritt. Er spielt den Barkeeper, welcher den vier Freunden am Anfang des Filmes ein Bier serviert und sie mit den groben Worten „Wild Hogs sind hier überhaupt nicht willkommen!“ veräppelt. Auch sein Sohn ist ein paar Sekunden lang zu sehen.
- Es entstand zudem ein alternatives Ende, das auf der DVD des Filmes zu sehen ist. Bei diesem Ende hat der homosexuelle Polizist, gespielt von John C. McGinley, einen weiteren Auftritt, bei dem er zunächst die fahrenden Wild Hogs mit der Radarpistole „blitzt“, um ihnen dann erfreut nachzufahren. Der Regisseur und Drehbuchautor waren sich laut Audiokommentar darüber einig, dass es zwar ein schöner Abschluss für die Figur gewesen sei, das Publikum seine Helden aber endlich am Ziel, sprich am Pazifik ankommen sehen wolle.
- Die Szene in der Bar der Del Fuegos, bei der die Freunde am Tisch von den Bikern bedrängt werden, ist improvisiert. John Travolta zeigt eine Haltung und diesen starren, auf Einschüchterung abzielenden Blick, als Anspielung auf Clint Eastwood, in dessen Westernrollen. Die Reaktionen der anderen Schauspieler, die dies nicht erwarteten, sind ebenfalls improvisiert.
- Im Film kommen zwei Songs von Bon Jovi vor: Wanted Dead or Alive, als John Travolta das Motorrad bei den Del Fuegos entwendet, sowie Lost Highway im Abspann.
- Fast der komplette Film wurde in New Mexico gedreht, auch der Beginn des Films in der Stadt.[11] Bei genauerem Hinsehen ist auch im Film an Nummernschildern zu erkennen, dass es sich dabei um Albuquerque handelt.
- Die Hells Angels, ein weltweit existierender Motorradclub, strebten 2006 eine Klage gegen die Buena Vista Motion Pictures Group an, da sie der Annahme waren, im Film würden sowohl Name als auch Logo ihres Clubs widerrechtlich verwendet.
- Die Sendung, die im Abspann gezeigt wird, gibt es wirklich; sie heißt Extreme Makeover: Home Edition und Ty Pennington, der sie im Film moderiert, moderiert sie auch im wirklichen Leben.